# Korrosion

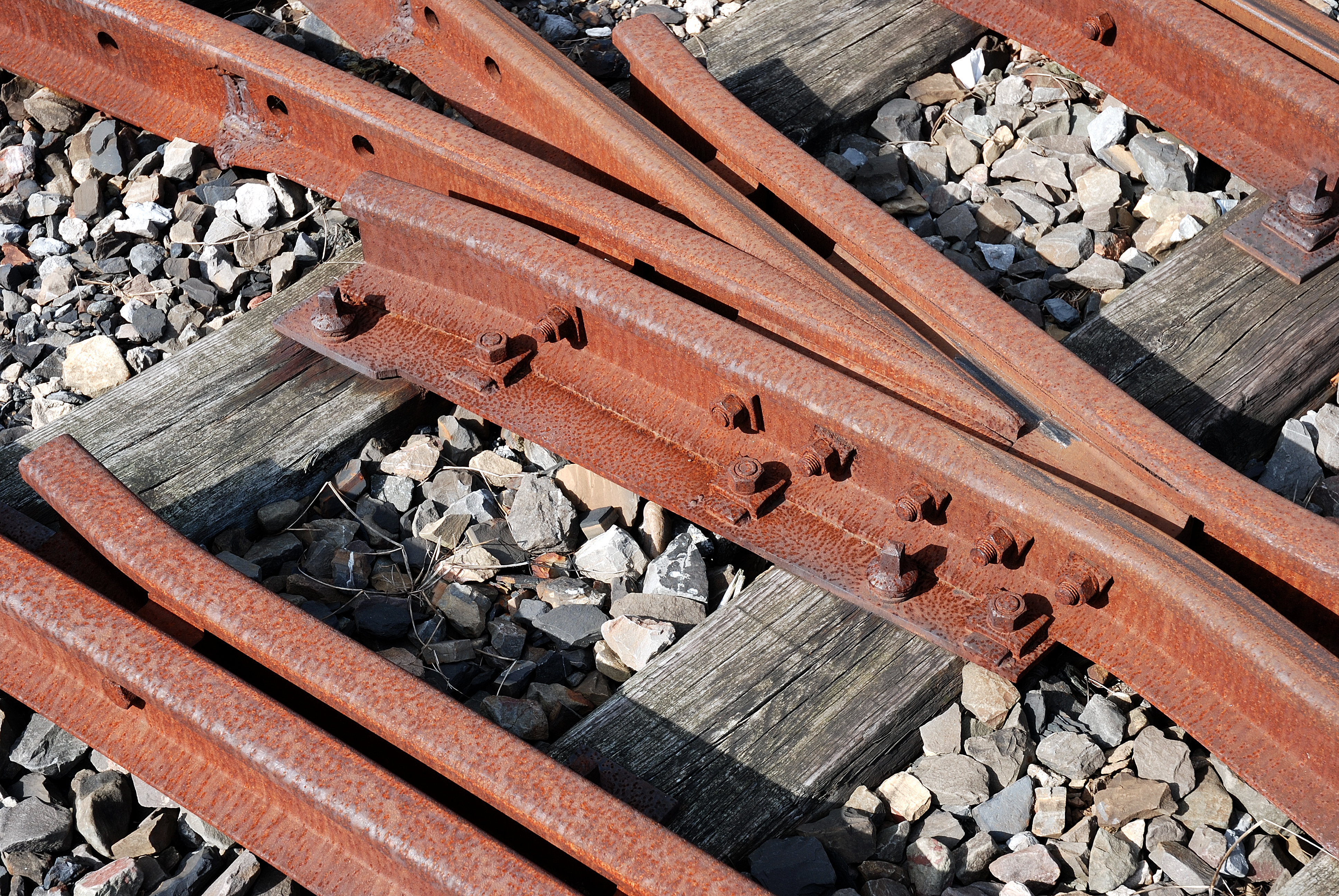
Rostende Eisenbahnschienen

Korrosion (von lateinisch corrodere ‚zersetzen‘, ‚zerfressen‘, ‚zernagen‘) ist aus technischer Sicht die Reaktion eines Werkstoffs mit seiner Umgebung, die eine messbare Veränderung des Werkstoffs bewirkt. Korrosion kann zu einer Beeinträchtigung der Funktion eines Bauteils oder Systems führen. Eine durch Lebewesen verursachte Korrosion wird als Biokorrosion bezeichnet.
In der Geologie versteht man unter Korrosion die Zersetzung von Gesteinen durch Einwirkung von Wasser und etwa Kohlenstoffdioxid aus der Luft. Solche Verwitterungsprozesse insbesondere unter Mitwirkung von Schwefeldioxid und Frost spielen auch bei Gebäuden eine Rolle. In der Medizin bezeichnet die Korrosion die Zersetzung von Geweben, mit Absicht angewandt, um Schauobjekte zu präparieren.
Die Korrosion von Metallen (Metallkorrosion) ist nach DIN EN ISO 8044 (ehemals DIN 50900) eine von der Oberfläche ausgehende physikochemische Wechselwirkung zwischen Metall und Umgebung, die auf einer Redoxreaktion unter Bildung von Metalloxid mit Sauerstoff als Oxidationsmittel beruht. Vor allem die Korrosion von Eisen zu Rost ist von großer Bedeutung. Sie läuft nur in Gegenwart von Feuchtigkeit und Sauerstoff ab und wird gefördert durch die Anwesenheit von Salzen als Ladungsträgern. Auch der Kontakt mit edleren Metallen wie Kupfer, Nickel und Chrom bewirkt in feuchter Umgebung den Lochfraß von Eisen. Unedlere Metalle wie Zink hingegen schützen Eisen vor Korrosion. Durch Bewitterung wird eine Zinkschicht jedoch über die Jahre abgetragen.

Form und Maß metallischer Korrosion sind von einem komplexen Zusammenspiel verschiedener Parameter abhängig und in der Regel nicht allein anhand von einzelnen Einflüssen vorherzusagen. Auch reagieren Metalle sehr unterschiedlich auf Umgebungsbedingungen. Aluminium, Blei, Chrom, Corten-Stahl, Rostfreier Stahl, Kupfer, Nickel, Silicium, Titan, Zink, Zinn bilden in vielen Fällen eine sauerstoffundurchlässige Oxidschicht (Passivschicht) an der Oberfläche, die das Material vor weiterer Korrosion schützt. Edelmetalle sind ohnehin reaktionsträge. 
Polymere wie Kunststoff und Gummi werden zwar durch bestimmte Chemikalien zersetzt und unterliegen einer Alterung, sind jedoch nicht von Korrosion im eigentlichen Sinne betroffen.

## Chemie
In der Chemie bezeichnet Korrosion die chemische Reaktion oder eine elektrochemische Reaktion eines meist metallischen Werkstoffes mit Stoffen aus seiner Umgebung in einem Korrosionselement, wobei eine messbare Veränderung am Werkstoff eintritt, meist eine Änderung der Farbe sowie oft eine negative Veränderung der sonstigen Oberflächeneigenschaften. In bestimmten Fällen kommt es zu einer Massenzunahme am Metall.
Hauptarten der chemischen Korrosion sind dabei:
- Anlaufen von Silber unter Bildung von Silbersulfid
- Bakterielle anaerobe Korrosion
- Glaskorrosion
- Patinabildung bei Kupfer
- Rostbildung bei Eisen bzw. allgemeiner Sauerstoffkorrosion
- Wasserstoffkorrosion (Säurekorrosion)
- Wasserstoffversprödung

Die wichtigste elektrochemische Korrosion ist die Bimetallkorrosion beim Kontakt unterschiedlicher Metalle.
Korrosion (Beispiele)

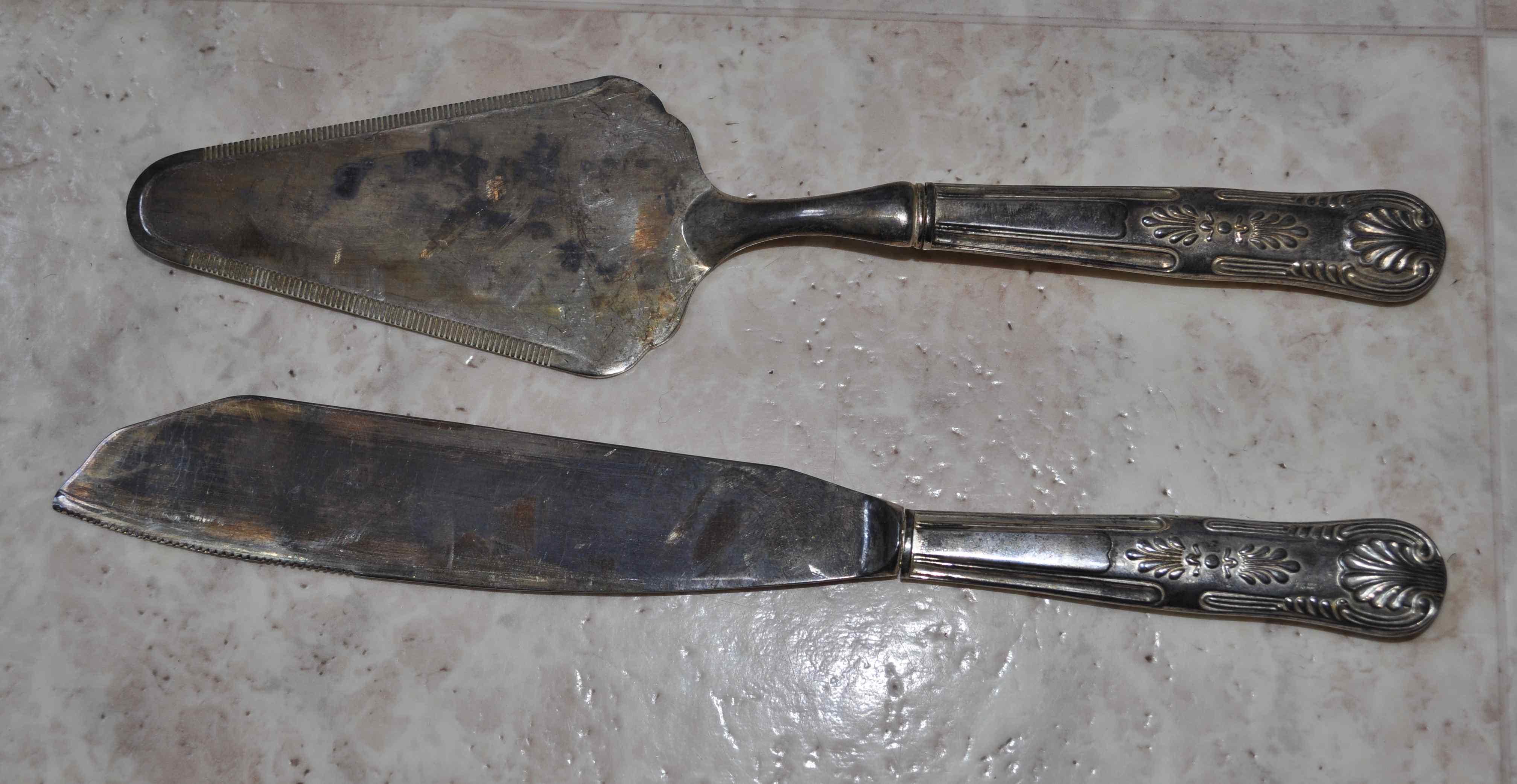
Unpoliertes Tafelsilber mit Silbersulfidbelegung
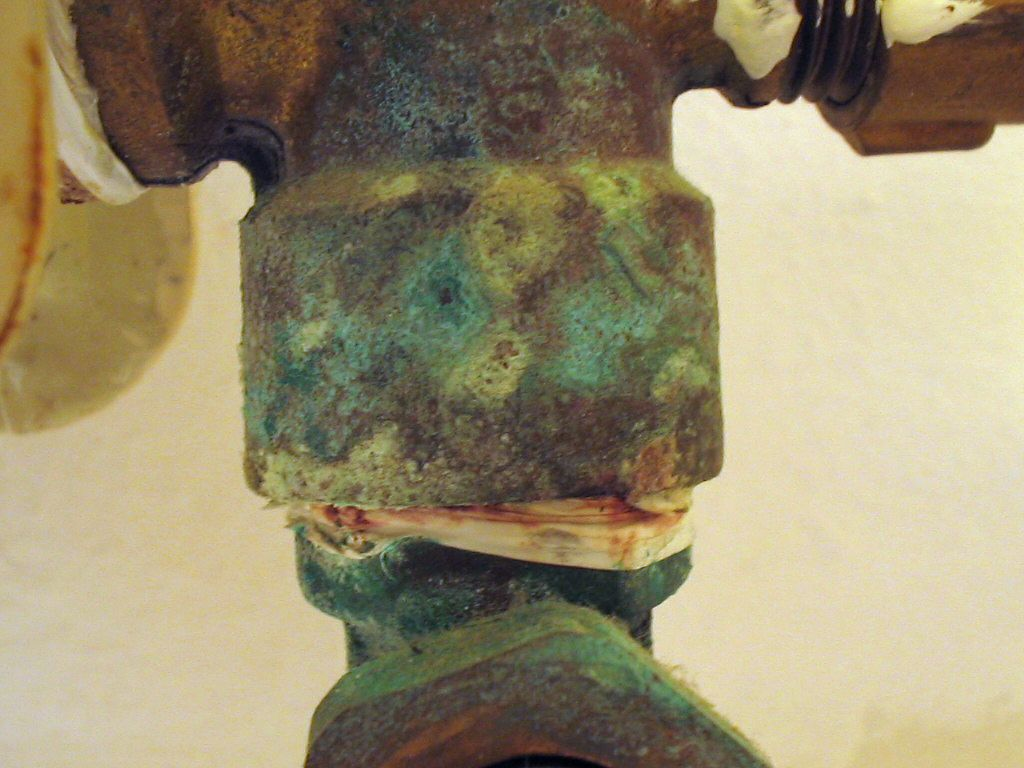
Korrosion von Kupfer
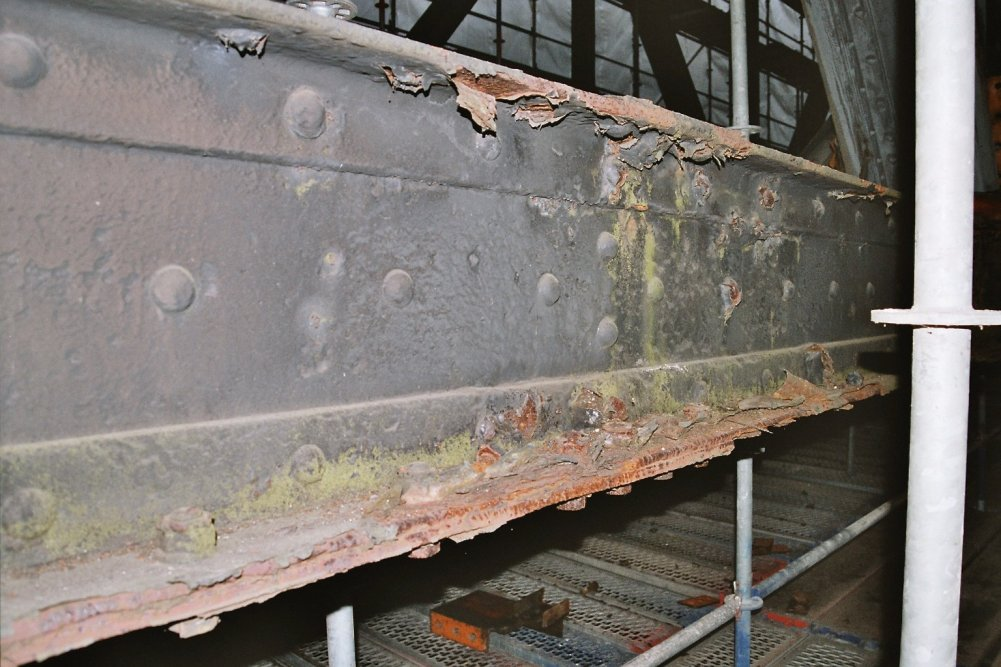
Ein stark angerosteter Träger einer genieteten Stahlbrücke
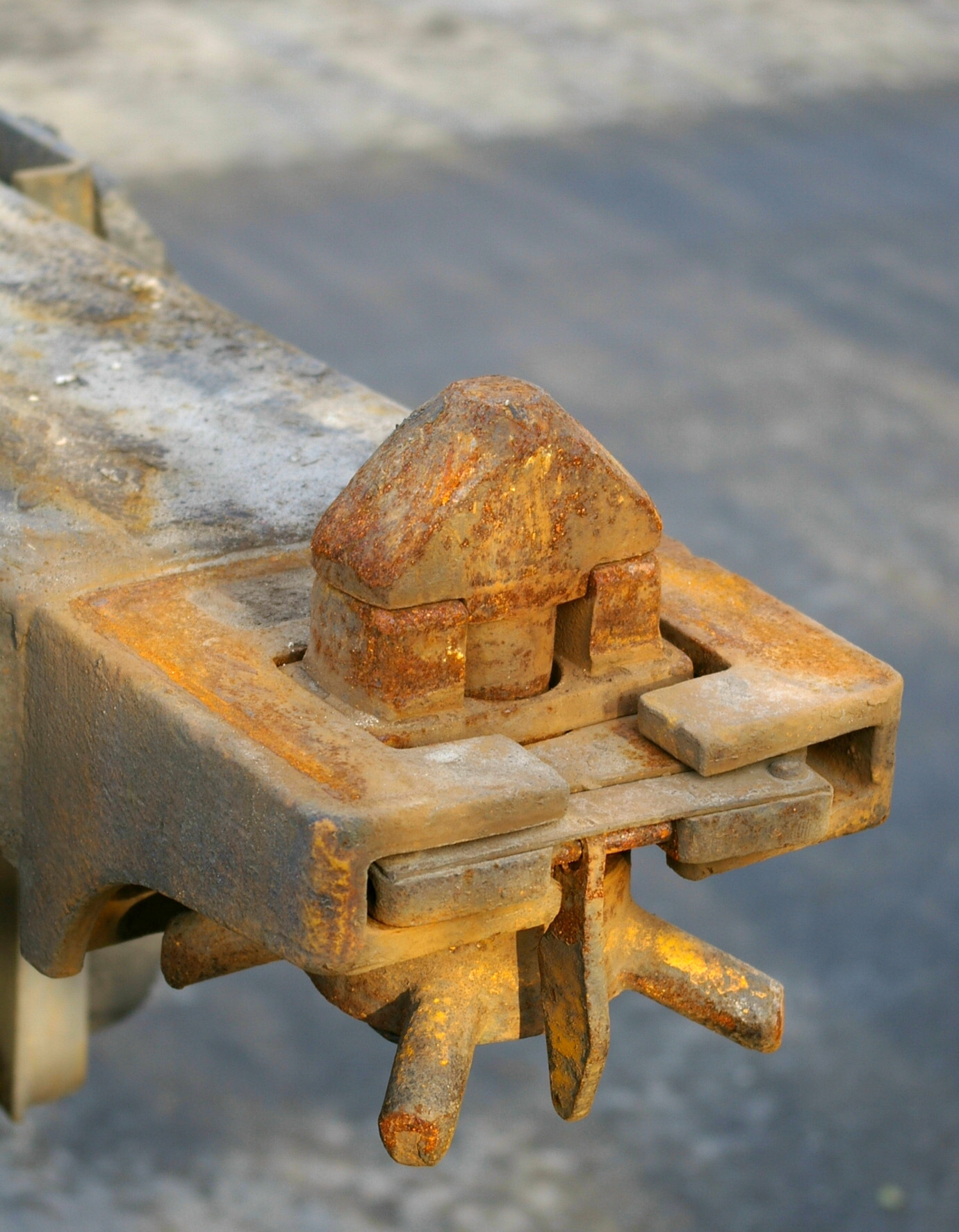
Angerostete Verriegelung eines Containers
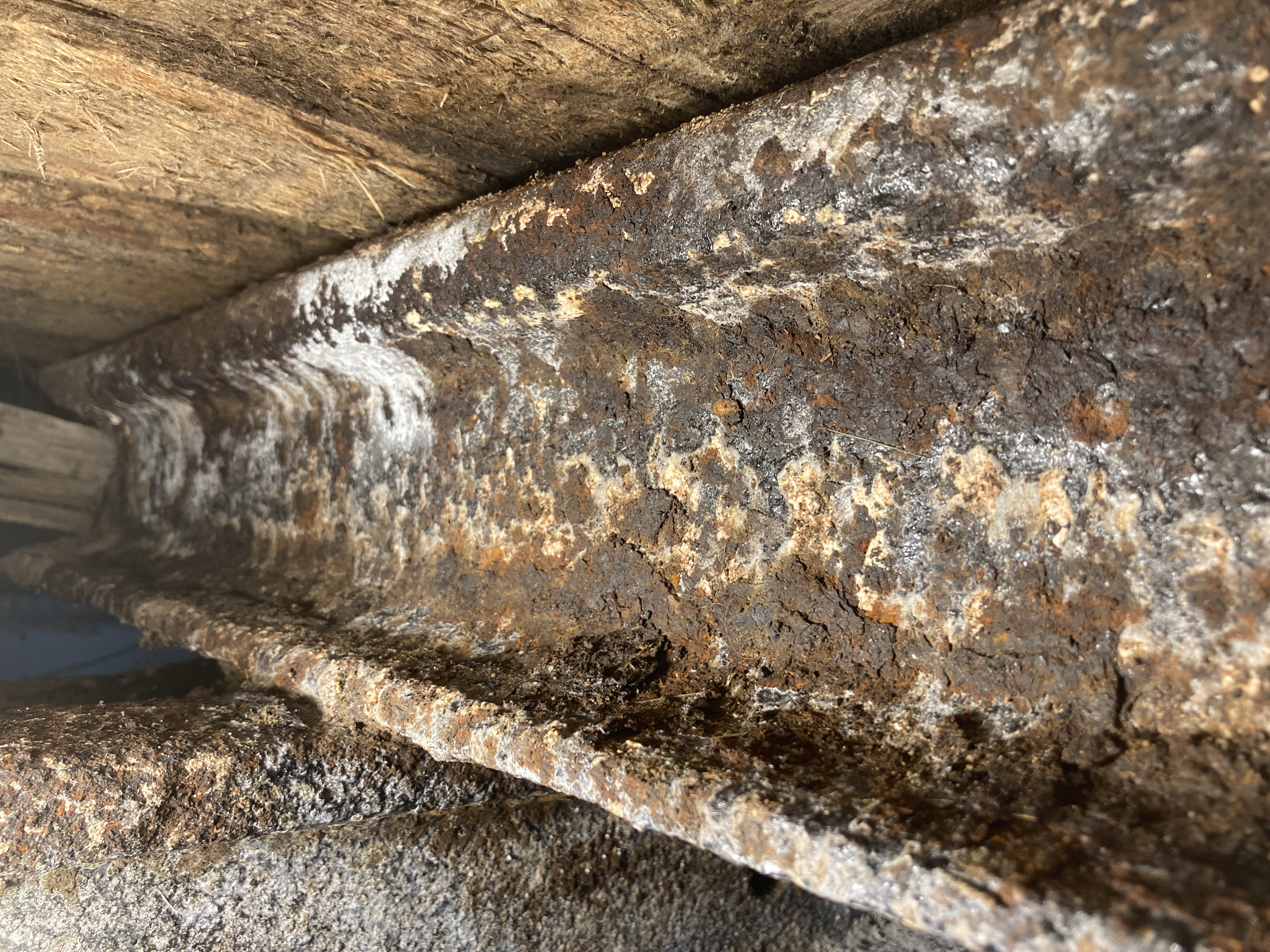
Korrodierter Stahlträger
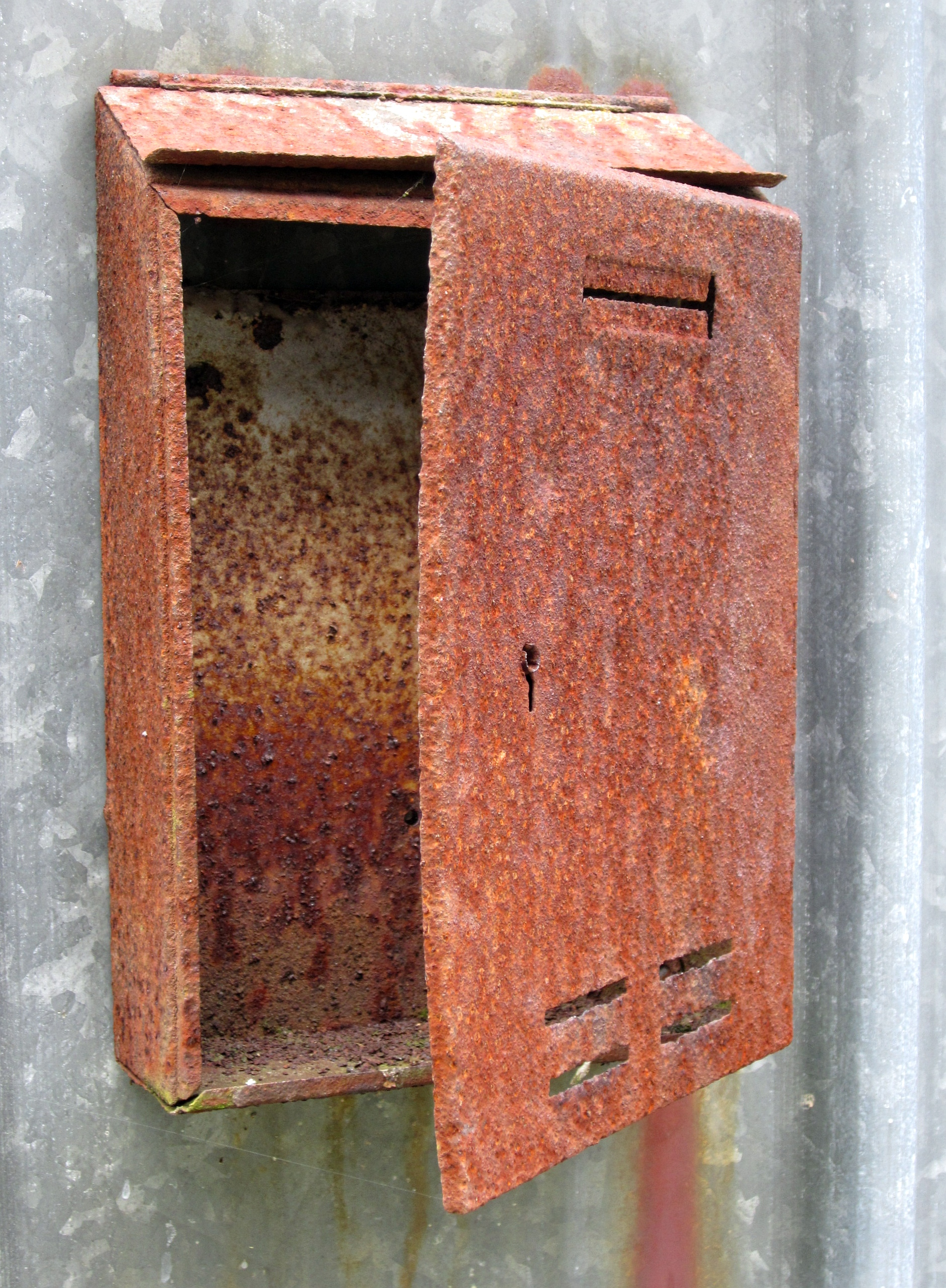
Korrodierter Briefkasten aus Stahlblech auf einer durch Feuerverzinken geschützten Wand

## Technik

### Definition
Der Begriff der Korrosion ist in der DIN EN ISO 8044 (früher DIN 50900) wie folgt definiert: „Korrosion ist die Reaktion eines metallischen Werkstoffs mit seiner Umgebung, die eine messbare Veränderung des Werkstoffs bewirkt (Korrosionserscheinung) und zur Beeinträchtigung der Funktion eines Bauteiles oder eines ganzen Systems (Korrosionsschaden) führen kann. In den meisten Fällen ist diese Reaktion elektrochemischer Natur, in einigen Fällen kann sie jedoch auch chemischer oder metallphysikalischer Natur sein.“

### Korrosionsrate
Die Korrosionsrate oder Abtragsrate gibt die Geschwindigkeit der Materialveränderung bzw. des Materialabtrags an. Sie wird in Millimeter je Jahr (mm/a), im angelsächsischen Bereich in mils/year (tausendstel Inch je Jahr) angegeben. Unter standardisierten Bedingungen charakterisiert sie bei metallischen Werkstoffen die Anfälligkeit für Korrosion. Die Korrosionsrate hängt von den Konzentrationen der beteiligten Stoffe (beispielsweise Sauerstoff, Wasser, Chlor), dem pH-Wert, der Temperatur und weiteren Parametern ab. Je nach Bedingungen treten zudem unterschiedliche Formen der Korrosion auf.
Die Korrosionsrate kann im Bereich von mehreren Größenordnungen schwanken. Die meisten Angaben sind daher nur als grobe Richtwerte zu sehen. Für rostfreie Stähle liegt die Rate bei unter 0,001 mm/Jahr, bei Aluminium im einstelligen Tausendstel Bereich und bei niedrig legierten Stählen im Bereich von mehreren Zehntel Millimetern pro Jahr.
Die Messung der Korrosionsrate muss für eine gute Vergleichbarkeit nach dem jeweiligen Standard für eine Anwendung geschehen. Für die Messung an Bauteilen von wenigen Millimetern Größe werden häufig elektrochemische oder Tomografieverfahren verwendet.

### Korrosive Mittel
Sind die Stoffe, die das Bauteil umgeben, auf den Werkstoff einwirken und die Korrosion verursachen, z. B. die Raumluft, Freiluftatmosphäre mit oder ohne Industrieverschmutzung, Meeres-Atmosphäre, Süß- und Salzwasser, Erdboden oder Chemikalien.

### Arten der Korrosion

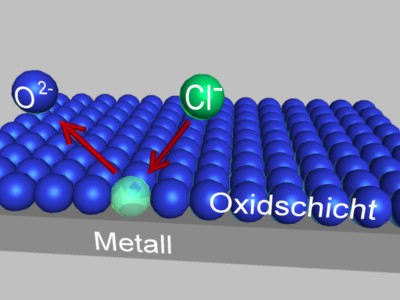
Initiierung der Lochkorrosion

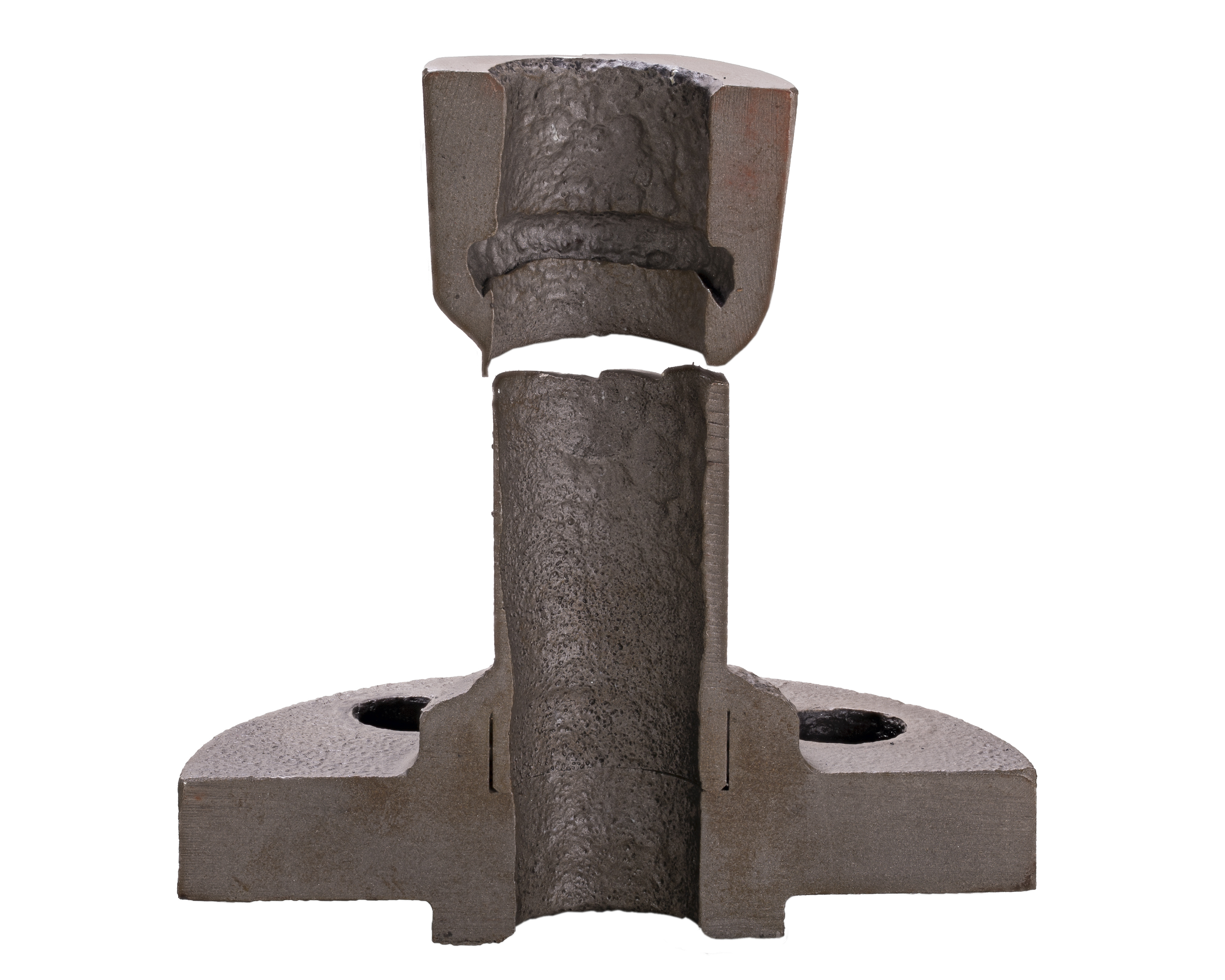
Hochtemperatur-Schwefelkorrosion an einem 12 CrMo 19 5 PI-Stutzen

Korrosionsarten werden nach Material, Ursache und Erscheinungsbild unterschieden. Die Norm definiert 37 verschiedene Korrosionsarten.
In der Technik werden neben werkstoffbasierter Korrosion weitere Arten der Korrosion anhand des Ortes ihres Auftretens unterschieden:
- Kontaktkorrosion kann auftreten, wenn zwei Metalle mit unterschiedlichen Potentialen leitend miteinander verbunden werden.
- Lochfraßkorrosion
- Muldenkorrosion
- Flächenkorrosion
- Spannungsrisskorrosion
- Schwingungsrisskorrosion
- Spaltkorrosion
- Interkristalline Korrosion
- Messerlinienkorrosion
- Erosionskorrosion
- Unterwanderungskorrosion
- Streustromkorrosion

Andere Arten der Korrosion:
- Filiformkorrosion
- Hochtemperaturkorrosion

### Korrosionsschutz
Ein passiver Korrosionsschutz verhindert den Kontakt des zu schützenden Materials mit dem Korrosionsmedium durch Abschirmung, während bei einem aktiven Schutz die vollständige Trennung von Material und korrosivem Medium nicht erforderlich ist.
Aktiver Schutz
- Opferanode
- Fremdstromanode
- Thermisches Spritzen
- Feuerverzinken
- Sherardisieren
- Zinklamellenüberzug
- kathodischer Korrosionsschutz
- Polarisation
- Schwachstrom
- Inhibitoren
- Verringerung des Sauerstoffgehaltes
- Förderung der Passivschichtbildung
- Homogenisierung des Gefüges
- Optimierung der Oberfläche

Passiver Schutz
- Feuerverzinken

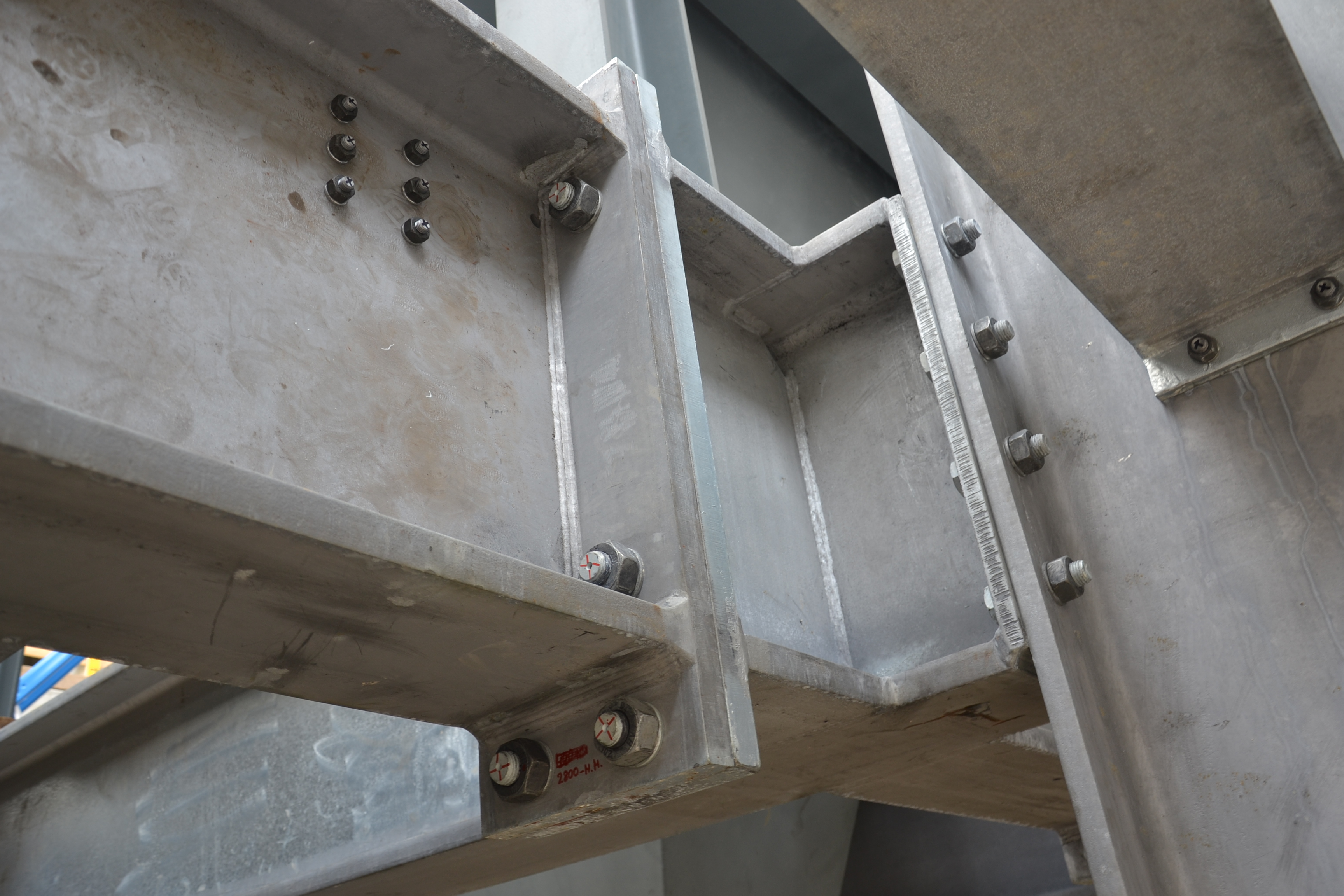
Feuerverzinkte geschraubte Stahlbaukonstruktion

- Schutzanstrich bzw. Schutzbeschichtung mit entsprechender Vorbehandlung oder unter Verwendung von Haftvermittlern
- Sonstiger organischer Transportschutz: Fette, Wachse, fluoriertes Polyurethan (FPU)
- Anorganischer nichtmetallischer Schutz: Passivierung, Oxide, Glas, insbesondere Borosilikatglas
- Anorganischer metallischer Schutz: Hämatit (Eisenglimmer), Zink, Aluminium
- Konstruktive Maßnahmen: durchgehend schweißen etc.
- Unterschiedliche Metalle nicht in direktem Kontakt verbauen, z. B. keine Chrom- oder Aluminiumzierteile direkt auf Stahl; Kfz-Nummernschilder mit Kunststoffzwischenlage montieren
- An gefährdeten Stellen Wasserabläufe vorsehen (z. B. in Autotüren)
- Hohlraumversiegelung
- Relais mit Schutzgas-Füllung, Reed-Relais
- Elektrolytisches Vergolden, z. B. in der Zahntechnik[6]
- Luftfilterung und Überdruckbelüftung von Gehäusen und Schaltschränken, z. B. durch chemisorptive Filter, zur Elimination korrosiver Gase wie H2S

Hinweis: Durch Feuerverzinken entsteht sowohl ein passiver als auch ein aktiver Korrosionsschutz.

## Bauten: Korrosion von Gestein
In der Geologie ist Korrosion die zersetzende chemische Verwitterung von Gesteinen durch verschiedene in Wasser gelöste Agentien (siehe auch → Mischungskorrosion). Auch bei Bauten tritt eine solche Korrosion auf, dort oft Steinfraß genannt. Wie das Wort Verwitterung andeutet, spielt dabei die Witterung oder vielmehr das regionale Klima eine große Rolle. Durch konstruktive Maßnahmen kann Korrosion an steinernen Bauteilen verringert werden, z. B. durch
- Verwendung solider Materialien,
- Tropfkanten,
- überstehende Dachkanten zum Schutz der Fassaden,
- Pflege,
- Vermeidung von Bewuchs,
- Vorbeugung von Hochwasser- und Grundwasserschäden,
- Vermeidung von Baumbepflanzung oberhalb von Abwasserleitungen.

## Medizin: Korrosion von Gewebe
In der Medizin versteht man unter „Korrosion“ die Zerstörung von tierischem Gewebe, die durch eine Entzündung oder ätzende Mittel (Ätzmittel oder Corrosiva) hervorgerufen wird.
Andererseits spielt auch die Korrosion von Metallen in der Implantologie und der Zahnmedizin eine Rolle. Korrosionsprodukte als Verbindungen oder Ionen können bioaktive (z. B. Magnesium oder Calcium) aber auch allergene (z. B. Nickel) oder pathologische Effekte haben. Das vielseitige klinische Erscheinungsbild wird als Metallose bezeichnet und ist in den Anfängen meist symptomlos.
Schaupräparate zum Studium der Anatomie werden mitunter durch Korrosion hergestellt.